# Юсупов, Акрам Мамедович
Юсупов, Акрам Мамедович (узб. Акром Юсупов, Akrom Mamat оʻgʻli Yusupov; 1 мая 1905, Кува — 26 ноября 1975, Ташкент) — советский, узбекский артист цирка, клоун. Народный артист Узбекской ССР (1961).

## Биография
Родился в бедной семье пекаря Мамата Юсупова. Отцу одному было трудно прокормить девять детей, и в 8 лет Акрам поступил помощником к своему дяде- канатоходцу Хатаму Мадалиеву. Дорвоз Хатам Мамадалиев зарабатывал этим древним искусством («дорвоз»- канатоходец), пока однажды не упал с высоты и не разбился. Акрам Юсупов вспоминал, что в прежние времена, к сожалению, канатоходцы не пользовались никакой страховкой.
До революции 1917 года Акрам Юсупов даже не мог мечтать об учёбе, лишь после установления советской власти в Средней Азии мальчик получил возможность учиться.
С 14 лет Акрам Юсупов работал в труппе артистов народного цирка. В 1920-30 принимал участие в комедийной акробатике, упражнениях на турнике, верховой езде. С 1942 года принимал участие в программе узбекского циркового коллектива «Ташкенбаевы» и был широко известен как клоун. В области клоунады работал с 1953 года, продолжая и развивая древние традиции клоунады, создавая лучшие образцы современной узбекской клоунады. В представлениях Юсупова принимали участие дрессированные ослы и овцы.
Юсупов воплотил образ современного Ходжи Насреддина, и в образе жизнерадостного и остроумного героя проявил свой уникальный комический талант в фильмах «ИШ-421», «Дипломированный осел», «Деньги или мудрость», «Студент», «Цирюльник», «Инспекция», «Бокс», «Умное существо». Он снялся в цирковых пантомимах, таких как «Таинственный кристалл», «Акром, Бад-Хан и Кролик». С 1970-х работал с творческим коллективом «Цирк на сцене» в Ташкенте. Зрители восхищались его мастерством пародиста и лихого наездника. Акрам Юсупов был мастером слова и мимики. Он умело создавал образ человека простого и искреннего, шустрого, но спокойного, когда нужно было быстро оценить ситуацию. Его персонажи отличались сообразительностью, хотя заставляли людей смеяться.
В 1958 году за большие трудовые заслуги Акрам Юсупов был награжден орденом «Знак Почёта».
Его сын Махмуд Юсупов (11 декабря 1930, Ташкент) — канатоходец и акробат. Заслуженный артист Узбекистана (1964), участник знаменитой программы цирковой династии Ташкенбаевых с 1951 года.
Скончался 26 ноября 1975 года, похоронен на кладбище «Минор» в городе Ташкенте.
Одна из улиц города Мархамат Андижанской области Узбекистана носит имя Акрама Юсупова.

## Награды
- Орден «Знак Почёта» (9 октября 1958)[4].
- Народный артист Узбекской ССР (1961).
- Заслуженный артист Узбекской ССР (1954).